# Haley Stevens

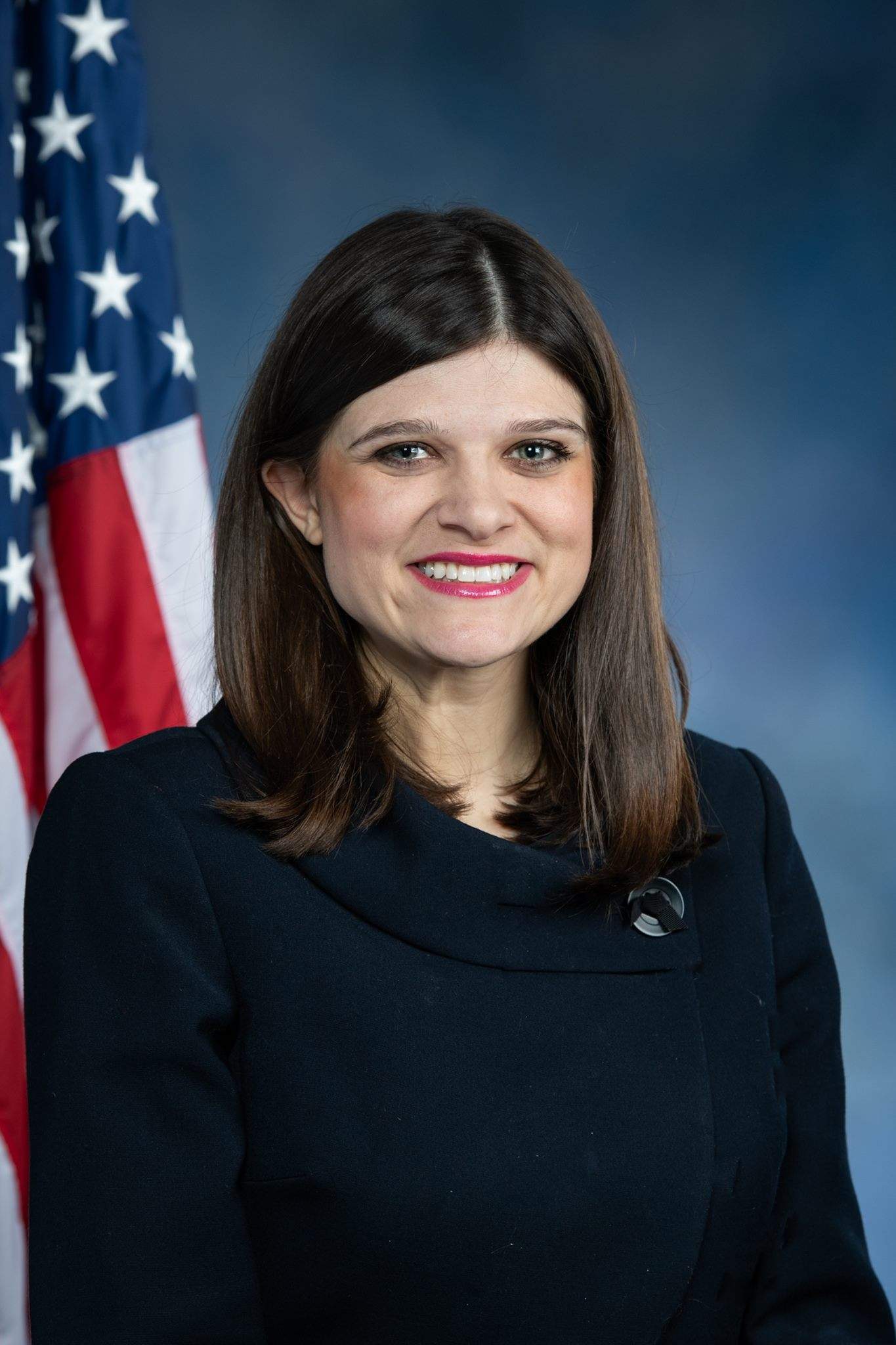
Haley Stevens (2019)

Haley Maria Stevens (* 24. Juni 1983 in Rochester Hills, Michigan) ist eine US-amerikanische Politikerin der Demokratischen Partei. Seit Januar 2019 vertritt sie den elften Distrikt des Bundesstaats Michigan im Repräsentantenhaus der Vereinigten Staaten.

## Leben
Haley Stevens wurde Rochester Hills im Bundesstaat Michigan geboren und wuchs dort auf. Sie absolvierte die Seaholm High School in Birmingham und die American University, welche sie mit Bachelor of Arts in Politikwissenschaften und Philosophie und Master of Arts in Sozialpolitik und Philosophie abschloss. Stevens arbeitete nach 2009 für das Digital Manufacturing and Design Innovation Institute in Chicago und zog 2017 zurück nach Michigan.
Stevens lebt privat in Waterford (Michigan).

## Politische Karriere
Stevens wurde 2006 politisch aktiv, als sie für die Michigan Democratic Party als freiwillige Helferin arbeitete. Für den Wahlkampf zur Präsidentschaftswahl in den Vereinigten Staaten 2008 arbeitete Stevens für Hillary Clinton und Barack Obama.
Der Investor Steven Rattner stellte Stevens 2009 als Mitglied der Presidential Task Force on the Auto Industry ein, wo sie Stabschefin war.
Haley Stevens gewann die demokratischen Vorwahlen zur Wahl zum elften Sitz im Repräsentantenhaus der Vereinigten Staaten mit 24,3 Prozent der Stimmen gegen Tim Greimel, der 19,6 Prozent errang. Sie konnte auch die allgemeinen Wahlen zum Repräsentantenhaus der Vereinigten Staaten 2018 am 6. November 2018 gegen Lena Epstein von der Republikanischen Partei mit 51,8 Prozent der Stimmen gewinnen. Sie wurde am 03. Januar 2019 vereidigt. 
Wegen einer Umstrukturierung der Kongresswahlbezirke in Michigan trat Haley Stevens bei der Kongresswahl 2022  gegen den Amtsinhaber des neuter Wahlkreises Andrew Saul Levin an, der Sohn des Abgeordneten Sander Levin und Neffe des verstorbenen Senators Carl Levin war. Levin gehört dabei dem linken Parteiflügel an, während Stevens den Moderaten zugerechnet wurde. Die Primary (Vorwahl) ihrer Partei am 2. August 2022 gegen Levin, konnte sie gewinnen. Sie setzte sich in der Hauptwahl zum 118. Kongress mit 61,3 % gegen den Republikaner Mark Ambrose durch. In der Vorwahl zur folgenden Kongresswahl 2024 besiegte sie Ahmed Ghanim eindeutig. Im November setzte sie sich gegen den Republikaner Nick Somberg und den Grünen Douglas Campbell mit 58,2 % durch. Da sie auch die Wahl 2024 gewann, kann sie ihr Amt bis heute ausüben. Ihre aktuelle Legislaturperiode im Repräsentantenhaus des 119. Kongresses läuft noch bis zum 3. Januar 2027.
Am 22. April 2025 kündigte Haley Stevens ihre Kandidatur in der Senatswahl 2026 zur Nachfolge von Gary Peters an.

### Ausschüsse
Sie ist aktuell Mitglied in folgenden Ausschüssen des Repräsentantenhauses:
- Committee on Education and Labor
  - Health, Employment, Labor, and Pensions
  - Workforce Protections
- Committee on Science, Space, and Technology
  - Energy
  - Research and Technology (Vorsitz)

Außerdem gehört Stevens der New Democrat Coalition an.